# Schloss Rochechouart
Das Schloss Rochechouart oberhalb des Zusammenflusses von Graine und Vayres in der Gemeinde Rochechouart stammt aus dem 13. Jahrhundert und weist noch Teile aus dem 15. Jahrhundert auf. Die Familie der Vicomtes de Rochechouart aus dem Haus Rochechouart war bis zu seinem Verkauf an den französischen Staat im 19. Jahrhundert Eigentümer der Anlage. Das Schloss Rochechouart beherbergt heute das Museum für zeitgenössische Kunst des Département Haute-Vienne.

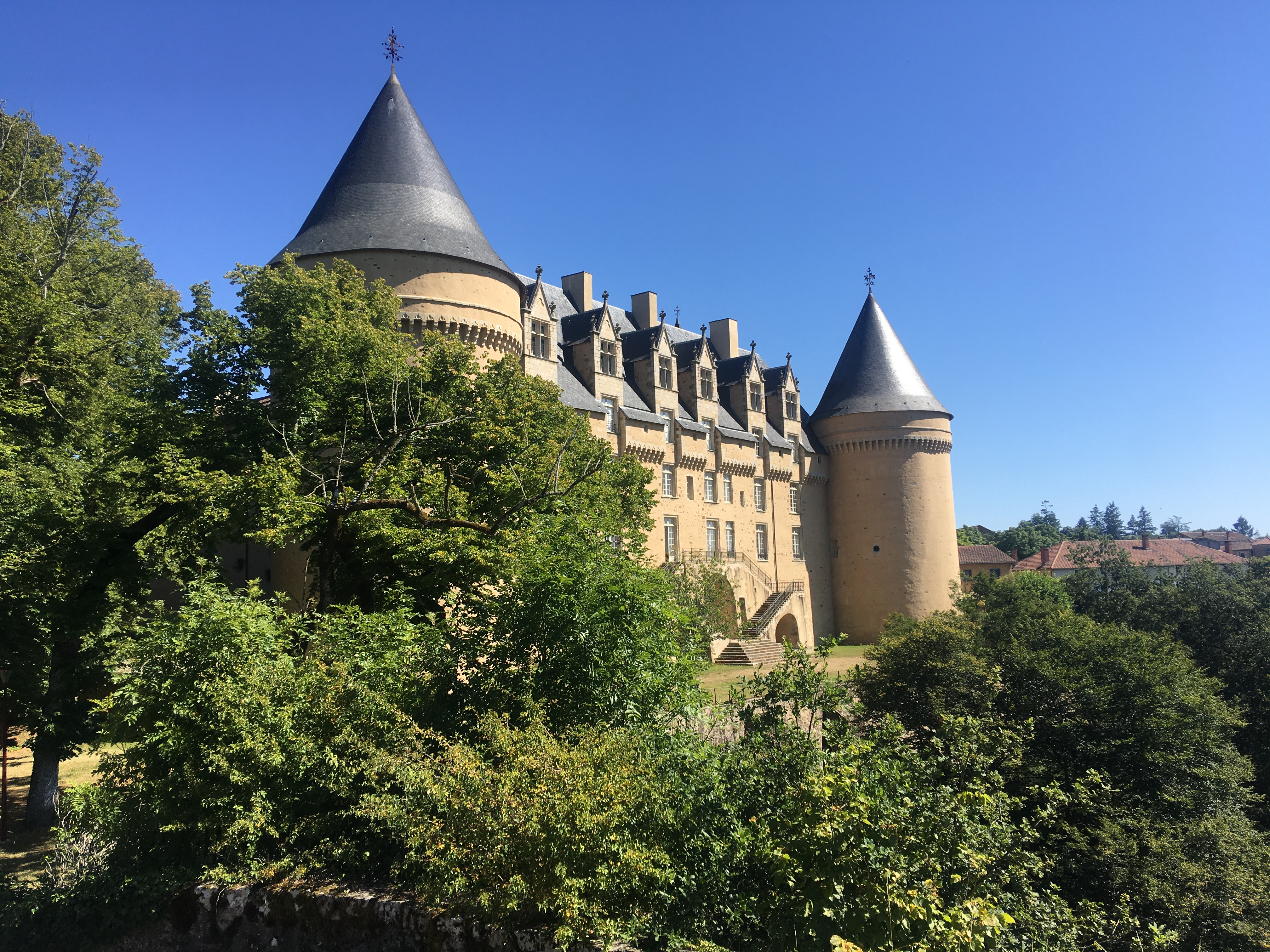
Das Rochechouart von der Allee aus gesehen
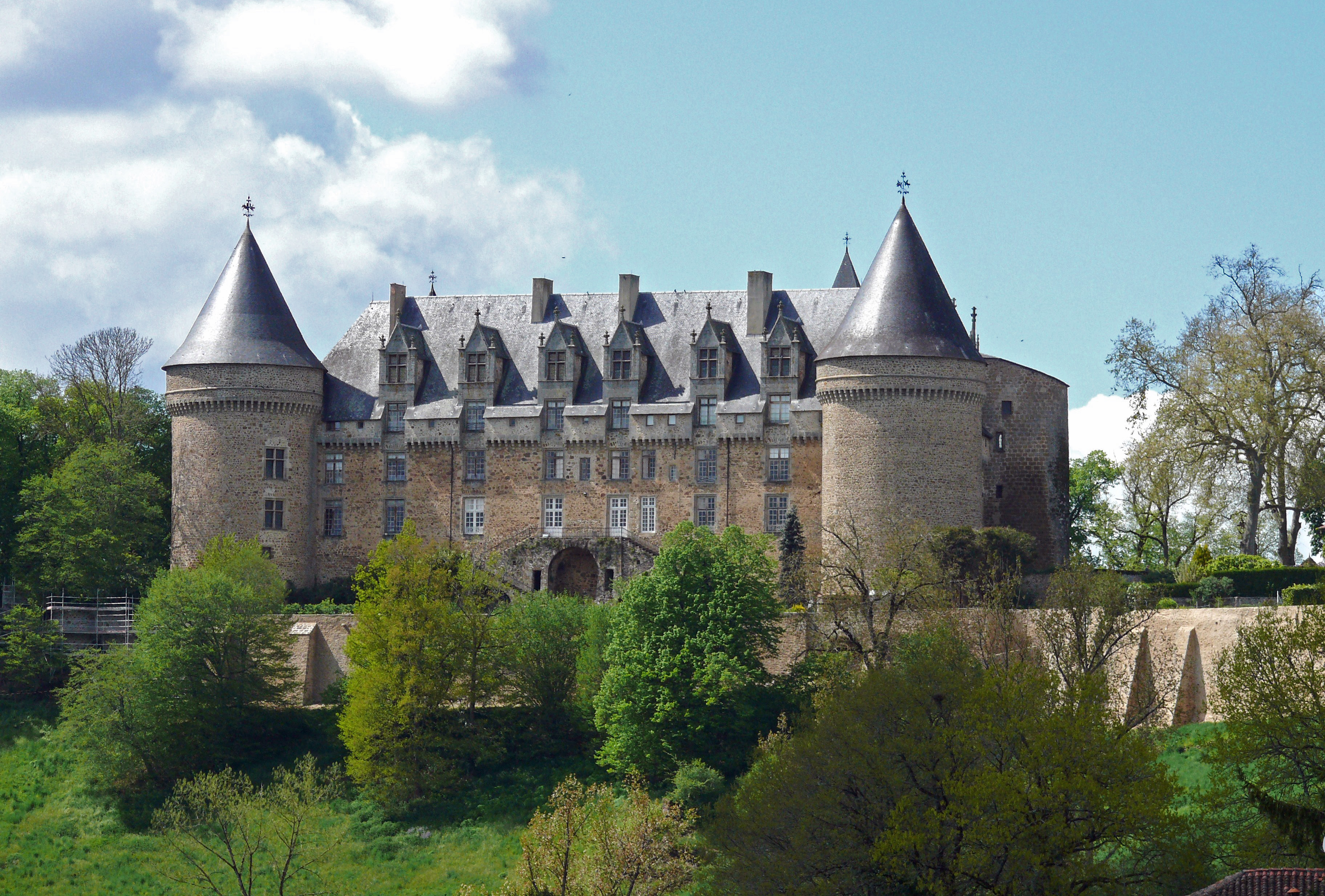
Das Schloss vom Tal aus gesehen.
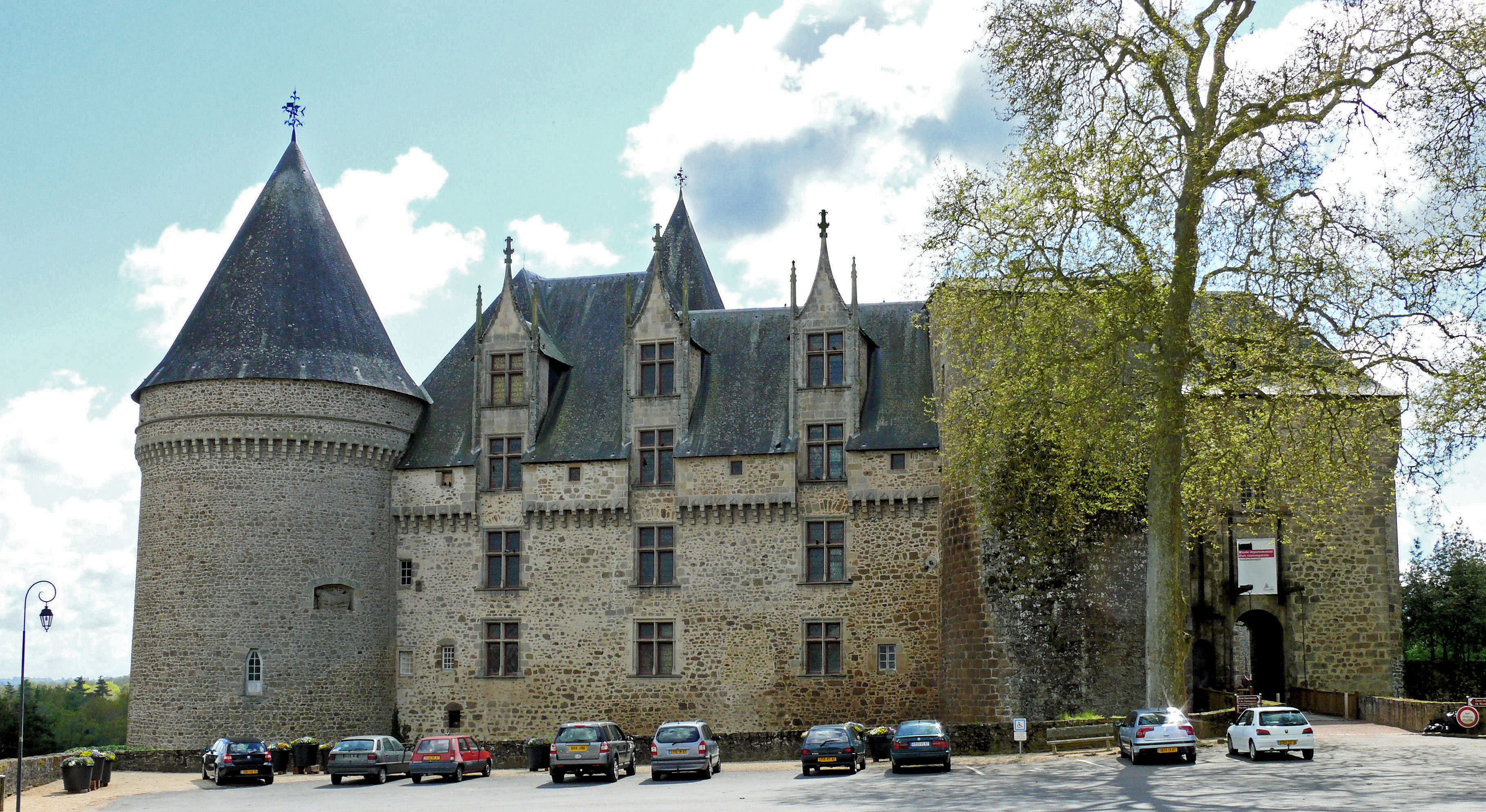
Das Schloss von der Place de la Mairie aus gesehen.

## Das Schloss
Die Geschichte der Anlage beginnt um das Jahr 1000 mit der Befestigung eines Felsvorsprungs über dem Fluss Graine durch die Vicomtes de Limoges. Nach dem Hundertjährigen Krieg wurde die Burg des 13. Jahrhunderts nach einem fünfeckigen Grundriss wieder aufgebaut. Von der alten Festung ist nur noch das Eingangskastell mit der Zugbrücke erhalten, zu dem einer der Türme aus dieser Zeit gehört.
Mitte des 18. Jahrhunderts war das Innere der Burg so baufällig (Böden, Fenster), dass die Familie der Vicomtes in das einige Kilometer entfernte Château des Bâtiments umgezogen war. 1757 ermöglichte die Ehe von François-Louis de Rochechouart (Sohn des 1742 verstorbenen François-Bertrand, Baron des Bâtiments und Vicomte de Rochechouart) mit Marie-Victoire Boucher, Tochter und Erbin eines reichen Generalschatzmeisters der Kolonien, die Restaurierung des Schlosses.
Während der Revolution wurde versucht, das Schloss abzureißen. Den Revolutionären gelang dies jedoch nur bei der Spitze der beiden Türme, die die Südostfassade einrahmen. Das Schloss beherbergte 1793 ein Gefängnis.

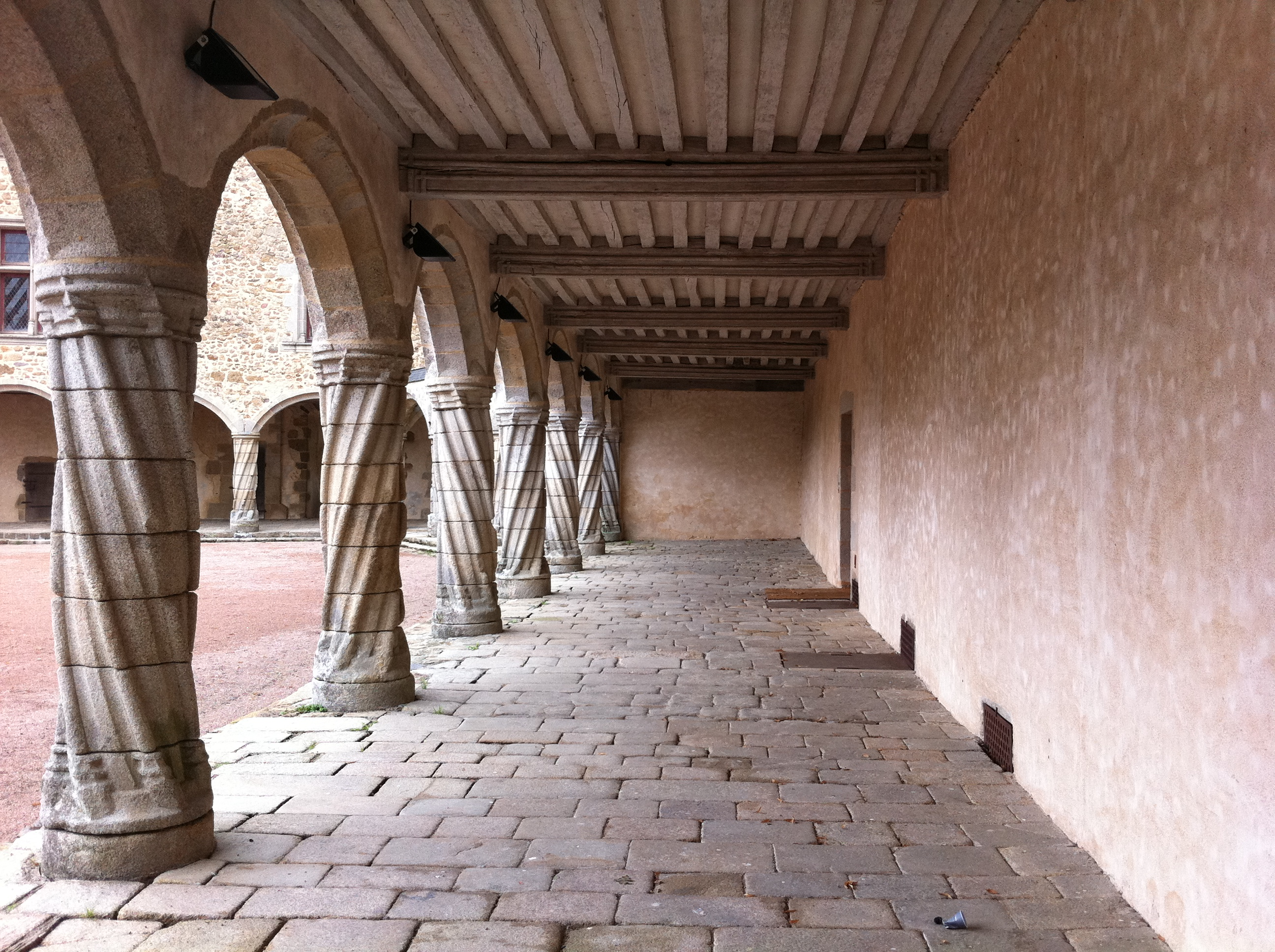
Die Colonnades torses
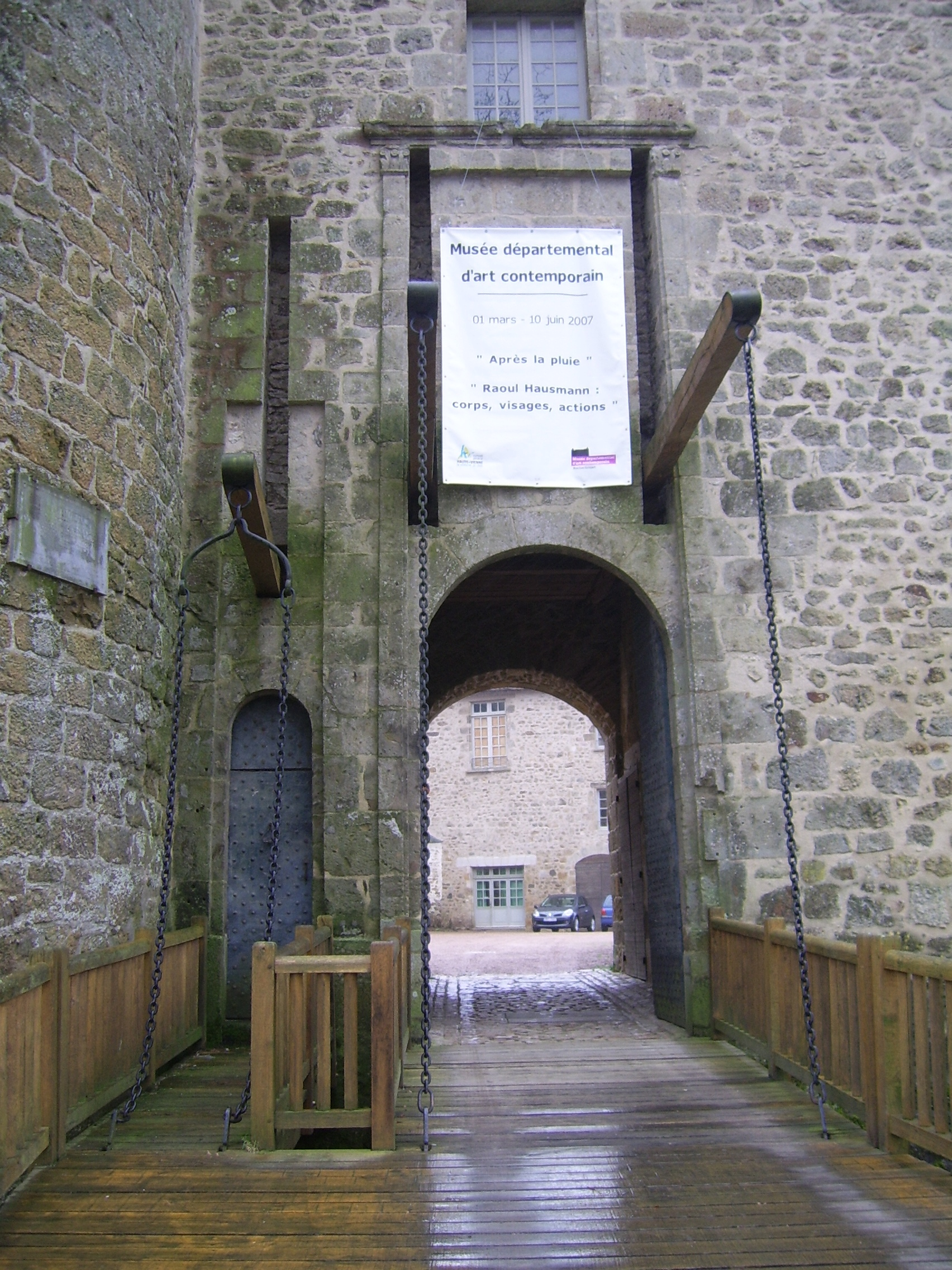
Die Zugbrücke
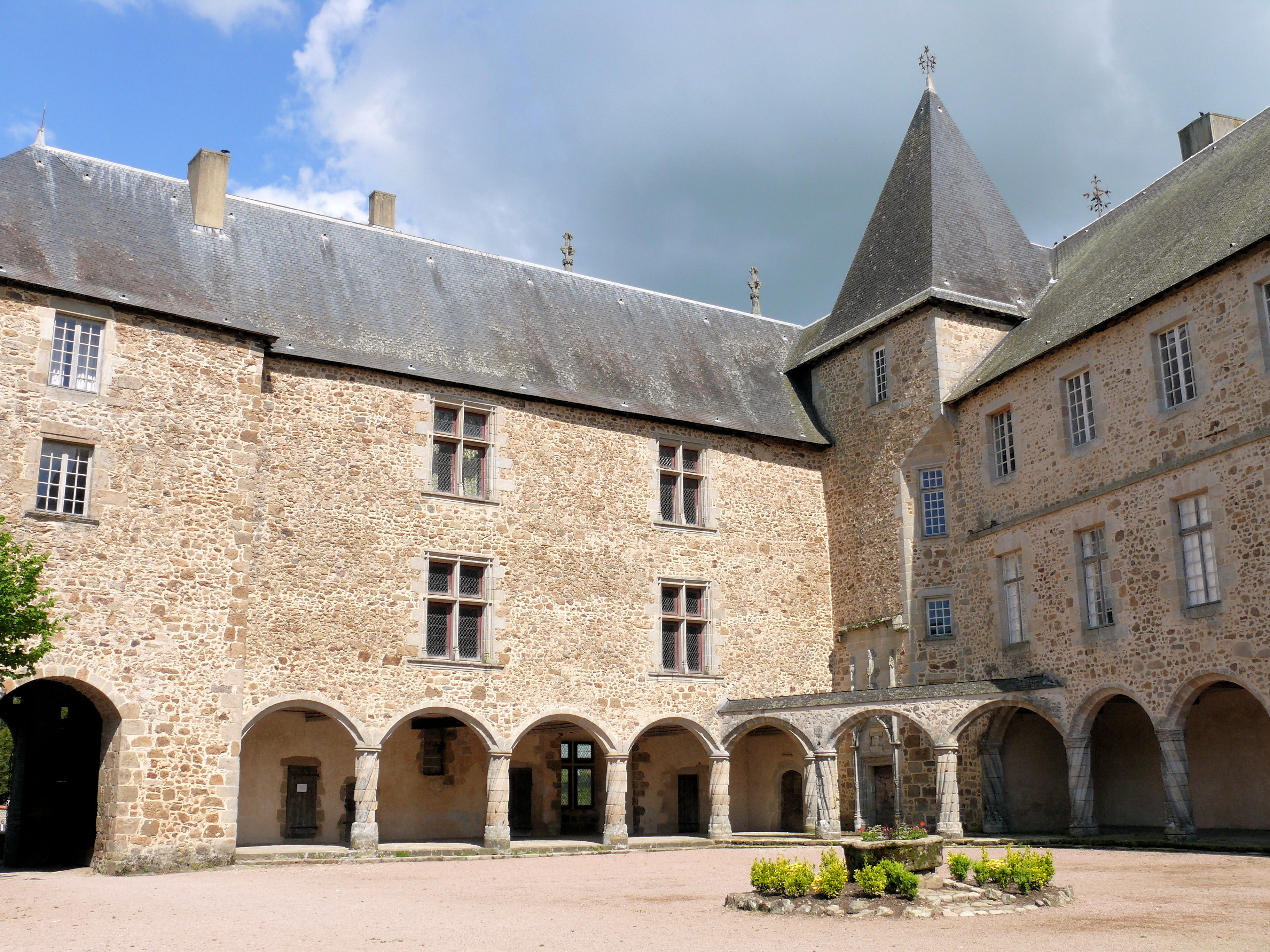
Der Innenhof

Louis Victor Léon de Rochechouart kaufte das Schloss 1825 zurück, 1836 wurde es an das Departement weiterveräußert, das eine originalgetreue Restaurierung in Angriff nahm. 1840 erfolge die Klassifizierung als Monument historique. 1858/59 begannen die Restaurierungsarbeiten durch den Service des Monuments historiques, um im Schloss die Unterpräfektur und die Mairie unterzubringen.
Seit 1985 beherbergt das Schloss das Museé d’art contemporain de la Haute-Vienne mit dem Nachlass des dadaistischen Künstlers Raoul Hausmann und Werke moderner Künstler wie Giuseppe Penone, Richard Long, Christian Boltanski und Tony Cragg.
Die Unterpräfektur blieb bis 2008 im Schloss, als das Arrondissement mit dem Arrondissement Bellac zusammengelegt wurde. Die Wiederherstellung einer Unterpräfektur in Rochechouart im Jahr 2025 führte nicht dazu, dass diese ins Schloss zurückkehrte.